# 歐洲聯盟軍事委員會
歐洲聯盟軍事委員會（英語：European Union Military Committee，EUMC）是歐洲聯盟的軍事機構，由成員國的國防部長組成，國防部長會派遣常駐軍事代表在布魯塞爾，指導在歐盟框架內的所有軍事活動，尤其是共同安全與防衛政策關於軍事任務的規劃執行以及軍事能力的發展。歐洲聯盟軍事委員會是根據1999年赫爾辛基首要目標成立的相關機構之一，在2000年12月尼斯歐盟高峰會成立。

## 組織
歐盟軍事委員負責向聯盟外交與安全政策高級代表以及政治與安全委員會提供軍事建議，並監督歐洲聯盟軍事參謀部。
軍事委員會通常上將（OF-9）擔任主席，主席由各國國防部長選出並經由歐洲聯盟理事會任命，任期三年，負責歐盟的軍事行動，並出席涉及防衛與安全問題的理事會會議。各國軍事代表通常由中將（OF-8）擔任。